# Кама (Трапани)
Кама је насеље у Италији у округу Трапани, региону Сицилија.
Према процени из 2011. у насељу је живело 1206 становника. Насеље се налази на надморској висини од 188 м.